# Zagranica (Domatków)
Zagranica – przysiółek wsi Domatków w Polsce położona w województwie podkarpackim, w powiecie kolbuszowskim, w gminie Kolbuszowa. 
W latach 1975–1998 przysiółek administracyjnie należał do województwa rzeszowskiego.
Zagranica należy do parafii Miłosierdzia Bożego, należącej do dekanatu Kolbuszowa Zachód, diecezji rzeszowskiej.
W latach 1951–1975 Zagranica wraz z Wolą Domatkowską wchodziły w skład wsi Brzezówka, gdzie stanowiły integralne przysiółki tejże wsi. 1 stycznia 1967 roku zniesiono wieś Brzezówkę a jej obszar włączono do wsi Domatków.